# Église Saint-Léger de Burie
L'église Saint-Léger est une église située à Burie, dans le département français de la Charente-Maritime en région Nouvelle-Aquitaine.

## Historique
Ce sont le portail et l'abside qui datent du prieuré-cure construit par les bénédictins de l'abbaye de Cognac et qui a servi de chapelle au château.
L'église est inscrite au titre des monuments historiques par arrêté du 23 février 1925.